# John Vornholt
John Vornholt, Pseudonym Caroline Goode, (* 1951) ist ein US-amerikanischer Schriftsteller.

## Leben
20 Jahre lang arbeitete Vornholt als freiberuflicher Autor und verfasste Sachbücher und
mehrere Theaterstücke. In den 1980er-Jahren schrieb er auch Fernsehdrehbücher für Hollywood.
Bekannt wurde Vornholt ab 1989 durch seine mehr als 20 Beiträge zur Star-Trek-Buchreihe und da vor allem für die ersten beiden Bände der erfolgreichen Dominion-War-Serie. Vornholt schrieb auch für viele andere Buchserien, die aus Film und Fernsehen entstanden sind, wie Babylon 5, Sabrina, Dinotopia und Buffy.
John Vornholt ist verheiratet, hat zwei Kinder und lebt in Tucson, Arizona.

## Bücher

### Trollking
- The Troll King, Aladdin Paperbacks / Simon & Schuster 2002, ISBN 0-7434-2412-3
- The Troll Queen, Aladdin Paperbacks / Simon & Schuster 2003, ISBN 0-689-85833-7
- The Troll Treasure, Aladdin Paperbacks / Simon & Schuster 2003, ISBN 0-689-85834-5

### Babylon 5
- 1 Voices, Dell 1995, ISBN  0-440-22057-2
  - Tödliche Gedanken, Goldmann 1996, Übersetzer Thorsten Dewi, ISBN 3-442-25013-7
- 3 Blood Oath, Dell 1995, ISBN 0-440-22059-9
  - Blutschwur, Goldmann 1997, Übersetzer Thorsten Dewi, ISBN 3-442-25015-3

### Earth 2
- 3 Leather Wings, Ace Books 1995, ISBN 0-441-00198-X
  - Tödlicher Abgrund, vgs 1995, Übersetzer Hans Sommer, ISBN 3-8025-2347-4

### Star Trek

#### Classic
- Sanctuary, Titan Books 1992, ISBN 1-85286-428-1
  - Zuflucht, Heyne 1997, Übersetzer Ronald M. Hahn, ISBN 3-453-11882-0
- Mind Meld, Pocket Books 1997, ISBN 0-671-00258-9

#### The Next Generation
- 7 Masks, Titan Books 1989, ISBN 1-85286-149-5
  - Masken, Heyne 1991, Übersetzer Andreas Brandhorst, ISBN 3-453-04496-7
- 16 Contamination, Titan Books 1991, ISBN 1-85286-359-5
  - Kontamination, Heyne 1993, Übersetzer Andreas Brandhorst, ISBN 3-453-06212-4
- 22 War Drums, Titan Books 1992, ISBN 1-85286-425-7
  - Kriegstrommeln, Heyne 1995, Übersetzer Horst Pukallus, ISBN 3-453-08567-1
- 39 Rogue Saucer, Pocket Books 1996, ISBN 0-671-54917-0
  - Der Test, Heyne 2004, Übersetzer Harald Pusch, ISBN 3-453-88103-6
- 51 Quarantine, Pocket Books 1999, ISBN 0-671-03477-4
  - Quarantäne, Cross Cult 2012, Übersetzerin Stephanie Pannen, ISBN 978-3-86425-014-9
- 58 Gemworld: Book One of Two, Pocket Books 2000, ISBN 0-671-04270-X
  - Kristallwelt Buch 1, Heyne 2002, Übersetzer Andreas Brandhorst, ISBN 3-453-19680-5
- 59 Gemworld: Book Two of Two, Pocket Books 2000, ISBN 0-671-04271-8
  - Kristallwelt Buch 2, Heyne 2002, Übersetzer Andreas Brandhorst, ISBN 3-453-21359-9

Außerhalb der Nummerierung
- Generations, Minstrel / Pocket Books 1994, ISBN 0-671-51901-8
  - Generationen, Heyne 1995, Übersetzer Andreas Brandhorst, ISBN 3-453-09050-0
- First Contact, Minstrel / Pocket Books 1996, ISBN 0-671-00128-0
- Insurrection, Star Trek; Media tie-in Edition 1998, ISBN 0-671-02107-9
- The Genesis Wave: Book One, Pocket Books 2000, ISBN 0-7434-1180-3
- The Genesis Wave: Book Two, Pocket Books 2001, ISBN 0-7434-1181-1
- The Genesis Wave: Book Three, Pocket Books 2002, ISBN 0-7434-4375-6
- Nemesis, Aladdin 2002, ISBN 0-689-85627-X
- Genesis Force, Pocket Books 2003, ISBN 0-7434-6501-6
- A Time to Be Born, Pocket Books 2004, ISBN 0-7434-6765-5
- A Time to Die, Pocket Books 2004, ISBN 0-7434-6766-3

#### The Dominion War
- 1 Behind Enemy Lines, Pocket Books 1998, ISBN 0-671-02499-X
  - Hinter feindlichen Linien, Heyne 2000, Übersetzer Andreas Brandhorst, ISBN 3-453-17089-X
- 3 Tunnel Through the Stars, Pocket Books 1998, ISBN 0-671-02500-7
  - Sternentunnel, Heyne 2000, Übersetzer Andreas Brandhorst, ISBN  3-453-17093-8

#### Deep Space Nine
- Antimatter, Pocket Books 1994, ISBN 0-671-88560-X
  - Antimaterie, vgs 1995, Übersetzer Uwe Anton

#### Starfleet Academy
- Capture the Flag, Minstrel / Pocket Books 1994, ISBN 0-671-87998-7
  -  Erobert die Flagge!, Heyne 1996, Übersetzer Uwe Anton, ISBN 3-453-09449-2
- Aftershock, Minstrel / Pocket Books 1996, ISBN 0-671-00079-9
- Crossfire, Minstrel / Pocket Books 1996, ISBN 0-671-55305-4

### Buffy the Vampire Slayer
- Coyote Moon, Archway / Pocket Books 1998, ISBN 0-671-01714-4
  - Der Hexer von Sunnydale, Cultfish Entertainment 2001, Übersetzerin Barbara Först, ISBN 3-935045-06-9
- Seven Crows, Simon Pulse 2003, ISBN 0-689-86014-5

### Dinotopia
- 2 River Quest, Random House 1998, ISBN 0-679-86982-4
- 5 Sabertooth Mountain, Random House 1996, ISBN 0-679-88095-X
- 15 Dolphin Watch, Random House 2002, ISBN 0-375-81562-7

### Sabrina the Teenage Witch
- Prisoner of Cabin 13, Archway / Pocket Books 1998, ISBN 0-671-02115-X
  - Jetzt schlägts dreizehn!, Dino 2002, Übersetzerin Ellen Dongowski, ISBN 3-89748-612-1
- Witchopoly, Archway / Pocket Books 1999, ISBN 0-671-02806-5
  - Hexopoly, Dino 2002, Übersetzerin Rita Koppers, ISBN 3-89748-632-6
- Haunts in the House, Archway / Pocket Books 1999, ISBN  0-671-02819-7
  - Schreck lass nach!, Panini 2003, Übersetzerin Rita Koppers, ISBN 3-89748-736-5
- Knock on Wood, Archway / Pocket Books 2000, ISBN 0-671-04070-7
- Gone Fishin‘, Pocket Books 2000, ISBN 0-671-77332-1
- Mascot Mayhem, Pulse 2000, ISBN 0-671-03837-0

### Warriors of Virtue
- 1 Yun and the Sea Serpent, Boulevard Books 1997, ISBN 1-57297-283-1
- 2 Lai and the Headhunters, Boulevard Books 1997, ISBN 1-57297-284-X
- 3 Tsun and the Rats, Boulevard Books 1997, ISBN 1-57297-285-8
- 4 Chi and the Giant, Boulevard Books 1997, ISBN 1-57297-286-6
- 5 Yee and the Wolves, Boulevard Books 1997, ISBN 1-57297-287-4

### Weitere Romane
- The Fabulist, AvoNova 1993, ISBN 0-380-77320-1
- Primal Rage: The Avatars, Boulevard Books 1997, ISBN 1-57297-230-0
- Spiderman: Valley of the Lizard, Boulevard Books 1998, ISBN 1-57297-333-1
- Joyride, Minstrel / Pocket Books 2000, ISBN 0-671-02516-3
- Final Fantasy: The Spirits Within, Aladdin 2001, ISBN 0-7434-2351-8
- Magic: The Curse of the Chain Veil, Wizards of the Coast 2010, ISBN 978-0-7869-5412-4